# Hyewon pungsokdo
Lo Hyewon pungsokdo è un album di disegni appartenenti alla pittura di genere (pungsokhwa o pungsokdo) del pittore coreano Shin Yun-bok risalente alla tarda dinastia Joseon. È stato così chiamato per via del nome d'arte dell'autore, ovvero Hyewon, e comprende 30 dipinti in totale.
Nel 1930, Jeon Hyeo-pil, futuro fondatore del museo d'arte Gansong, l'acquistò da un antiquario nella città giapponese di Osaka e in questo modo ricompose nuovamente la raccolta. Oh Se-chang, giornalista e attivista indipendentista, scrisse le didascalie e la postfazione dell'album. Lo Hyewon pungsokdo è, inoltre, designato come 135° tesoro nazionale e viene conservato presso il museo d'arte Gansong, nel distretto di Seongbuk di Seul.

## Galleria d'immagini

### Intrattenimento
| Dipinto | Titolo                                   | Titolo coreano          |
| ------- | ---------------------------------------- | ----------------------- |
|         | Danzando con due spade                   | 쌍검대무                |
|         | Giornata allegra in un campo primaverile | 상춘야흥                |
|         | Il geomungo risuonante, Il lodevole loto | 청금상련, 혹은 연당야유 |
|         | Barca in festa sul fiume pulito          | 주유청강                |
|         | Intrattenimento per passare il tempo     | 납량만흥                |
|         | Assorti nel gioco del Ssangryuk          | 쌍육삼매                |
|         | Giocando a tuho nella foresta            | 임하투호                |

### Gibang
| Dipinto | Titolo                                               | Titolo coreano |
| ------- | ---------------------------------------------------- | -------------- |
|         | Non accade nulla nella camera del gibang             | 기방무사       |
|         | Far passare le ore in un cheongru                    | 청루소일       |
|         | Aspettando che le bevande siano servite in un hongru | 홍루대주       |
|         | Tenendo una festa                                    | 주사거배       |
|         | Chi sarà l'eroe al bordello?                         | 유곽쟁웅       |

### Vita quotidiana
| Dipinto | Titolo                                             | Titolo coreano |
| ------- | -------------------------------------------------- | -------------- |
|         | Scena durante il Dano-je                           | 단오풍정       |
|         | Storia di una strada presso un torrente            | 계변가화       |
|         | Spettegolare di notte al pozzo                     | 정변야화       |
|         | Monaci chiedono l'elemosina in strada              | 노상탁발       |
|         | Una donna che fa il bucato incontra il ricercatore | 표모봉심       |
|         | Danza di uno sciamano                              | 무녀신무       |

### Incontri
| Dipinto | Titolo                                                   | Titolo coreano |
| ------- | -------------------------------------------------------- | -------------- |
|         | La partenza dei giovani                                  | 연소답청       |
|         | Trasportando una Kisaeng, passando sopra le foglie rosse | 휴기답풍       |
|         | In cerca del tempio dopo aver sentito suonare la campana | 문종심사       |
|         | Una monaca buddhista saluta una kisaeng                  | 이승영기       |
|         | Incontrarsi per strada                                   | 노중상봉       |

### Amanti
| Dipinto | Titolo                                        | Titolo coreano |
| ------- | --------------------------------------------- | -------------- |
|         | Lo spirito primaverile ricopre tutti i luoghi | 춘색만원       |
|         | Un giovane ragazzo coglie un'azalea           | 소년전홍       |
|         | Gli amanti sotto la luna                      | 월하정인       |
|         | Un incontro segreto sotto la luna             | 월야밀회       |
|         | Un viaggio segreto di notte                   | 야금모행       |

### Lussuria
| Dipinto | Titolo                                  | Titolo coreano |
| ------- | --------------------------------------- | -------------- |
|         | La lussuria di una vedova in primavera  | 이부탐춘       |
|         | Un bel legame tra gli alberi in autunno | 삼추가연       |